# Aulacus hyalinipennis
Aulacus hyalinipennis är en stekelart som beskrevs av John Obadiah Westwood 1841. Aulacus hyalinipennis ingår i släktet Aulacus och familjen vedlarvsteklar. Inga underarter finns listade.